# Hlușkiv, Horodenka
Hlușkiv (în ucraineană Глушків) este o comună în raionul Horodenka, regiunea Ivano-Frankivsk, Ucraina, formată numai din satul de reședință.

## Demografie
Componența lingvistică a comunei Hlușkiv
     Ucraineană (99,57%)
     Alte limbi (0,43%)
Conform recensământului din 2001, majoritatea populației comunei Hlușkiv era vorbitoare de ucraineană (99,57%), existând în minoritate și vorbitori de alte limbi.